# Pseudagrion sublacteum
Pseudagrion sublacteum är en trollsländeart. Pseudagrion sublacteum ingår i släktet Pseudagrion och familjen dammflicksländor. IUCN kategoriserar arten globalt som livskraftig.

## Underarter
Arten delas in i följande underarter:
- P. s. doualae
- P. s. mortoni
- P. s. sublacteum